# Eritrea-sagen
Eritrea-sagen er en politisk strid, som handler om en rapport udarbejdet af Udlændingestyrelsen og udsendt i november 2014. Rapporten konkluderer, at flygtninge kan vende tilbage til Eritrea uden, at de risikerer tortur eller fængselsstraf, og at erklærede flygtninge fra Eritrea kan sendes hjem igen. Rapporten modtog efterfølgende flere kritiske reaktioner fra medier, politikere og flere af rapportens egne kilder, som har kaldt den for både politisk bestillingsarbejde og umenneskelig.
I december besluttede justitsminister Mette Frederiksen, at Udlændingestyrelsen, efter den massive kritik, skulle aflevere en rapport til hende om hele forløbet. Denne rapport blev i første omgang sendt tilbage. Efter at flere spørgsmål var blevet besvaret, var justitsministeren i anden omgang tilfreds med den. Redegørelsen blev herefter sendt til Folketingets ombudsmand, der i september 2015 fandt, at myndighederne ikke havde lavet væsentlige retsbrud, men ombudsmanden udtrykte dog samtidigt kritik af myndighedernes håndtering af sagen.

## Forløbet

### Baggrund
I 2014 havde Eritrea, ifølge FN, alvorlige problemer med menneskerettighederne, tilfældige fængslinger og tvungen militærtjeneste på ubestemt tid. Der kom i 2014 37.000 flygtninge fra Eritrea til Europa.
Fra januar 2014 og frem til juni samme år steg antallet af flygtninge fra Eritrea markant: i januar kom der 7 flygtninge til Danmark, som søgte om asyl, hvorimod der kom 515 i juli. I 2012 ansøgte 98 personer fra Eritrea asyl i Danmark, til sammenligning ansøgte i alt 7.557 personer om asyl i 2013. Frem til november 2014 havde 2.285 personer fra Eritrea i 2004 søgt om asyl i Danmark, det højeste antal næst efter de omkring 7000 asylansøgere fra Syrien.
| 2014      | Antal flygtninge der søgte asyl |
| --------- | ------------------------------- |
| Januar    | 7                               |
| Februar   | 7                               |
| Marts     | 12                              |
| April     | 30                              |
| Maj       | 57                              |
| Juni      | 150                             |
| Juli      | 515                             |
| August    | 606                             |
| September | 517                             |
| Oktober   | 311                             |

### Beslutning om mission til Eritrea
Den 13. august udsendte daværende justitsminister Karen Hækkerup en mail til flere danske medier med en pressemeddelelse, som havde overskriften ”Minister sætter ind over for stigning af asylansøgere fra Eritrea”, i denne pressemeddelelse stod der:
| Citat | Vi er nødt til at blive klogere på, hvem asylansøgerne fra Eritrea er, hvorfor de kommer til Danmark, og om de har et reelt beskyttelsesbehov. Har de ikke det, skal de sendes tilbage. Jeg har noteret mig, at Udlændingestyrelsen oplyser, at de vil sende en mission til nærområdet for at vurdere situationen, og at der som udgangspunkt ikke vil blive meddelt eritreanere asyl, før denne vurdering foreligger. | Citat |
|       | |       |

I et internt notat blev Udlændingestyrelsen dagen efter den 14. august orienteret om, at der ikke skulle gives asyl til personer som kom fra Eritrea, før forholdene i landet var blevet undersøgt. Asylstoppet fik senere kritik fra repræsentanter for FN.
Udlændingestyrelsen valgte at sende tre embedsmænd til Eritrea fra den 1. til 17. oktober, for at kunne indsamle dokumentation, der kunne bruges i udarbejdelsen af en rapport om tilstande og forhold i landet. I rejsen deltog blandt andet Jens Weise Olesen, der er blandt Udlændingestyrelsens mest anvendte personer ved såkaldte fact finding-missioner. En stor del af rejserne har Jens Weise Olesen foretaget sammen med en anden deltager, den mangeårige kollega Jan Olsen. Rapporten byggede endvidere på andre kilder, blandt andet udtalelser fra Gaim Kibreab, professor ved London South Bank University, Kibreab er blevet beskrevet om en af verdens førende kendere af Eritrea og har blandt andet udgivet bogen "A Dream Deferred" om forholdene i landet.

### Rapport offentliggøres
Den 79 sider lange rapport om forholdene i Eritrea blev udgivet den 25. november. I rapporten blev det konkluderet, at eritreiske statsborgere, som er rejst illegalt ud af deres land for at undgå værnepligt, godt kan rejse tilbage, hvis de betaler 2 % i skat til den eritreiske stat og underskriver et "angre-brev". Det blev også konkluderet, at forholdene omkring Eritrea vedrørende militærtjeneste og illegal flugt ikke i sig selv udløser forfølgelse eller giver flygtninge krav på beskyttelse.
Ved rapportens udgivelse, havde der kort forinden været en ministerrokade, derfor var Karen Hækkerups stilling som justitsminister i mellemtiden blevet overtaget af Mette Frederiksen.

### Reaktioner
Få dage efter rapporten om Eritrea var blevet sendt ud, blev den voldsomt kritiseret af Gaim Kibreab, der er en af hovedkilderne i rapporten, danske medier skrev den 1. december, at han selv mente, at han er blevet misbrugt og hans citater taget ud af en kontekst. Samme dag, som Gaim Kibreab kritiserede rapporten, fik den også kritik for at have undgået at benytte FN-eksperter som kilde, hvilket skete på baggrund af, at FNs særlige rapportør om menneskerettigheder i Eritrea Sheila B. Keetharuth allerede i oktober havde kritiseret det danske asylstop.
| Citat                                                            | Eritreanerne flygter fra tvungen værnepligt på ubestemt tid, tilfældige anholdelser og fængslinger, isolationsfængslinger, inhumane vilkår i fængslerne, drab, forsvindinger og tortur, ... Straffene for at udeblive fra session eller værnepligt kan være op til fem års fængsel. I sager, hvor desertører ikke kan findes, straffes familiemedlemmer ofte i stedet | Citat |
| Sheila Keetharuth, 28. oktober, FNs generalforsamling i New York | |       |

Udlændingestyrelsen erklærede, at den var uforstående over for, at Gaim Kibreab havde udtalt, at han var blevet misbrugt, og udtalte, at styrelsen havde modtaget en e-mail fra Kibreab, hvori han takkede for rapporten, som han skulle have betegnet som velskrevet. Udlændingestyrelsen valgte her efter at bede Kibreab konkretisere sin kritik, for at den kunne blive et appendiks til rapporten.
| Citat                                         | Hvis en person illegalt forlader Eritrea, vil den person blive opfattet som en person, der har begået landsforræderi. Og hvis den person vender tilbage til Eritrea, vil den person blive fængslet og underkastet tortur. Alle dem, som afhøres i Eritrea, bliver tortureret under afhøringen. Det er fast praksis. | Citat |
| Gaim Kibreab til avisen Politiken 1. december | |       |

Fra Eritreas ambassade i Sverige har en medarbejderen Yonas Manna Bairu udtalt til pressen, at flygtninge vil blive retsforfulgt, hvis de vender hjem.
| Citat                                                           | De skal stå over for retten eller militæret. Men først på et senere tidspunkt. De skal stå til regnskab for de lovovertrædelser, de har begået i Eritrea ... Enten skal han betale en bøde eller udføre samfundstjeneste. At smide folk i fængsel er ikke profitabelt | Citat |
| Yonas Manna Bairu, medarbejder ved Eritreas ambassade i Sverige | |       |

På trods af, at rapporten havde modtaget kritik, valgte statsminister Helle Thorning-Schmidt den 1. december at melde ud, at hun ikke mente, at der var grund for at kritisere rapporten. 
Den 9. december valgte en anden navngiven kilde fra rapporten også at melde sin kritik: den tidligere etiopiske ambassadør i USA Tamrat Kebede, utalte, at rapportens konklusion var "brutal og umenneskelig", og at "Der er intet i det, jeg har sagt, der understøtter den".

### Interne konflikter i udlændingestyrelsen
Den 5. december kom det frem i pressen, at to af de medarbejdere i udlændingestyrelsen, som havde deltaget i rejsen til Eritrea og været med til udarbejdelse af rapporten, havde valgt at "sygemelde" sig, ifølge den ene af de sygemeldte medarbejdere, chefkonsulent Jens Weise Olesen, var "sygemeldingen" sket som protest over hvorledes, deres indsamlede informationer er blevet anvendt i rapporten.
Angiveligt skulle de to medarbejdere også have modtaget en skriftlig advarsel som følge af deres interne kritik.
Efter pressens omtale af sygemeldingerne valgte justitsminister Mette Frederiksen at bede Udlændingestyrelsen om at udarbejde en redegørelse om hvordan, rapporten er blevet til.
| Citat                                                           | Der er på det seneste rejst alvorlig kritik af Udlændingestyrelsens rapport om Eritrea. Jeg har derfor besluttet at bede styrelsen om en redegørelse for forløbet omkring udarbejdelsen af rapporten. Jeg har bedt om, at redegørelsen foreligger hurtigst muligt | Citat |
| Justitsminister Mette Frederiksen, pressemeddelelse 5. december | |       |

Den 6. december meldte sig på banen også Folketingets ombudsmand, Jørgen Steen Sørensen, der oplyste, at han overvejede at gå ind i sagen.
Den 9. december trådte Jens Weise Olesen offentligt frem og udtalte kritik af sagens forløb og selve rapporten. Han udtalte i den forbindelse:
| Citat | Det er venstrehåndsarbejde i forhold til den kompleksitet, som Eritrea er. Det mindste forsøg på kritik blev mødt med total afvisning og en særdeles negativ holdning fra chefkonsulentens side | Citat |
|       | |       |

Jens Weise Olesens optræden har vakt kritik hos professor i samfundsvidenskab ved Roskilde Universitet Bent Greve. Han udtalte til Ritzaus Bureau, at:
| Citat | Hvis man er uenig i en beslutning om eksempelvis en metode eller fremgangsmåde, har man mulighed for at ytre sig indadtil, det sker som regel opad i systemet. - Man har selvfølgelig retten til fagligt at være uenig i metoder og form, men det er unormalt, at man ytrer sig offentligt om, at arbejdet strider mod hans metoder. ...Hvis han er uenig fagligt, så må han lægge et notat, om at han fagligt har været uenig i det, og at hans faglige fremgangsmåde ville være en anden. | Citat |
|       | |       |

### Udlændingestyrelsens redegørelse om rapportens udarbejdelse
Den 15. december lå redegørelsen fra Udlændingestyrelsen færdig. Denne mødte dog voldsom kritik fra justitsminister Mette Frederiksen og hun mente, at der "står ubesvarede spørgsmål tilbage", derfor gav hun Udlændingestyrelsen endnu en dag til at besvare de sidste spørgsmål, samtidigt udtalte justitsminister igen at ingen minister har været indblandet i rapportens udførelse, selv om der har været rettet kritik om at rapporten var politisk bestillingsarbejde.
| Citat                                                                 | Jeg har i dag oversendt Udlændingestyrelsens redegørelse til Folketinget og til Ombudsmanden. Jeg mener, at der stadig står ubesvarede spørgsmål tilbage. Det er min klare holdning, at enhver tvivl om politisk indblanding i den her sag skal kunne tilbagevises, og hver en sten skal vendes. | Citat |
| Justitsminister Mette Frederiksen, pressemeddelelse 15. december 2014 | |       |

Den 16. december afleverede Udlændingestyrelsen en redegørelse om forløbet omkring Eritrea-rapporten, den var justitsminister Mette Frederiksen ikke tilfreds med, derfor fik Udlændingestyrelsen endnu en dag til at komme med en ny og besvare de sidste ubesvarede spørgsmål. Den 17. afleverede Udlændingestyrelsen deres sidste redegørelse omkring rapporten, denne udtalte Mette Frederiksen at hun tilfreds med, samtidigt mente hun dog også at der havde været tale om "et rodet forløb", derfor har Folketingets Ombudsmand fået tilsendt Udlændingestyrelsens redegørelse, som skal træffe beslutning om, hvorvidt han vil indlede en undersøgelse af forløbet.

### Udlændingestyrelsen genoptager sagerne
I månederne efter, at Eritrea-sagen havde stor opmærksomhed i medierne, kom der færre flygtninge fra Eritrea til Danmark, i august 2014 havde 606 søgt om asyl, i november søgte 64, det var ifølge Udlændingestyrelsen egne tal et fald på 89 % som blev offentligt i december, dette kom der flere reaktioner på, blandt andet udtalte advokat Homann:
| Citat                                                        | Jeg føler mig overbevist om, at det får mange flygtninge fra Eritrea til at vende om, når man som land går ud og siger, at flygtninge sikkert kan rejse tilbage til landet. Der er ingen tvivl om, at det signal, vi har sendt, får flygtninge til at styre uden om Danmark og i stedet for vælge vores naboer Hvis formålet har været at få flere flygtninge til at søge asyl et andet sted, og hvis formålet har været indenrigspolitisk at vise handlekraft, så kan vi nu konkludere, at det virker. | Citat |
| Gunnar Homann, advokat med speciale i asyl- og flygtningeret | |       |

Udlændingestyrelsen valgte, ovenpå sagen om rapporten, at se bort fra nogle af rapportens mest centrale konklusioner, og asylansøgere fra det lille afrikanske land får næsten alle i dag asyl. Udlændingestyrelsen genoptog arbejdet med asylsagerne i december, de var blevet stillet i bero i august imens sagen kørte, fra arbejdet blev genoptaget og frem til slutningen af januar 2015 havde 119 eritreanere fået asyl.

### Ombudsmanden
Integrationsudvalget havde på samrådsmøde med Mette Frederiksen ikke har taget stilling til Eritreasagens mange afstikkere, havde dette ikke været tilfældet, ville ombudsmanden ikke kunne gå ind i sagen. I februar 2015 meldte ombudsmanden Jørgen Steen Sørensen ud, at han ville samle sagens akter og derefter tage stilling til, om der skulle igangsættes en undersøgelse af sagen.   I samme måned den 10. februar ophævede Justitsministeriet også advarslerne til de to embedsmænd, som har været med til at udarbejde rapporten og sygemeldte sig den 5. december 2014.
Den 15. september 2015 kom ombudsmanden med sin afgørelse om sagen, hvor han afviste deciderede retsbrud, men kritiserer samtidig Udlændingestyrelsen og Justitsministeriet håndtering af Eritrea-sagen.
| Citat                                                             | Jeg har ikke grundlag for at antage, at der rent faktisk er sket væsentlige retsbrud. Men jeg peger på nogle forhold, som synes at have bidraget til et problematisk indtryk af myndighedernes håndtering af sagen, og dermed påvirket tilliden til dem. De har for mig at se udsat sig selv for mistanke om urent trav | Citat |
| Folketingets ombudsmand Jørgen Steen Sørensen, 15. september 2015 | |       |

## Politiske reaktioner
Flere politikere meldte ud, at de ønskede rapporten og dens tilblivelse undersøgt af en enten af en kommission eller Folketingets ombudsmand. Enhedslisten kaldte rapporten for "en kæmpestor skandale", og sammen med Socialistisk Folkeparti krævede de, at Folketingets ombudsmand skulle gå ind i sagen.
Også Dansk Flygtningehjælp og Amnesty International kritiserede indholdet. Flygtningeorganisationen Refugees Welcome kritiserede rapporten, og deres formand Michala Bendixen udtalte den 13. december, at hun syntes, det lignede politisk bestillingsarbejde.

### Justitsministeriets størrelse
Ovenpå Eritrea-sagen har Venstre, Konservative, Dansk Folkeparti, Liberal Alliance og Socialistisk Folkeparti ment, at justitsministeriet er blevet for stort. Efter, at Helle Thorning-Schmidts regering besluttede efter valget i 2011 at nedlægge integrationsministeriet, har de placeret udlændingepolitikken, herunder asylsager, i netop justitsministeriet. V, K, DF, LA og SF ønsker at gå tilbage til den gamle model, da "Det går ud over lovkvaliteten, fordi Folketinget ikke får den betjening fra ministeriet og ministeren, som vi har brug for. Og ministeren risikerer at drukne i møgsager" ifølge retsordfører for Venstre Karsten Lauritzen.
Forslagene om at oprette et nyt ministerium for integration og asyl området har Socialdemokratiet afvist, og i stedet henvist de andre partier til, at det er "den siddende regering, der bestemmer, hvordan ministerierne skal se ud".

### Flygtningedebat
I januar 2015 udtalte Venstres folketingsmedlem Karsten Lauritzen kritik af, at udlændingestyrelsen gav asyl til næsten alle fra Eritrea: "Det er en anerkendelsesproces på næsten 100, og Eritrea-rapporten lader ikke til at være det effektive værn mod asyltilstrømning, som regeringen havde lagt op til ... Der er ikke borgerkrig i Eritrea, og de folk, der kommer herop har mere karakter af, at de flygter fra et liv, hvor de ikke har de samme muligheder som i Danmark, end nogen, der brug for beskyttelser".

### Kritik af Gaim Kibreab
Hjemmesiden "Madote", der angiveligt er "et uafhængigt online media som fokuserer på Afrikas Horn i almindelighed og Eritrea i særdeleshed" har udtalt en skarp kritik af at bruge Gaim Kibreab i forbindelse med den danske rapport. Kritikken peger på, at han ikke har været i Eritrea de sidste 30 år og aktivt arbejder for ændringer i styret. Samme sted påpeges det, at de danske facts finders havde meget lidt tid til interviews med eriteranske flygtninge i Etiopien ifølge Weise Olesen (en af de danske facts finders). Ligeledes siges det, at "de fleste mennesker, der forlader Eritrea gør det af økonomiske årsager og på grund af manglende indkomstmuligheder og ikke på grund af politisk undertrykkelse". En ledende Israelsk tjenestemand, Mí. Yaakov Ganot; har udtalt, at de fleste eritreanere, der er kommet til Israel, er kommet for at finde arbejde og ikke søger asyl.

### Ombudsmandens afgørelse
| Citat                                                            | Helt overordnet er det godt, at der ikke er fundet egentlige væsentlige regelbrud, men det er bare meget bekymrende, at han påpeger, at ministeriet har handlet på en måde, der er egnet til at skabe mistillid til systemet | Citat |
| Pernille Skipper, Enhedslistens retsordfører, 15. september 2015 | |       |

Den tidligere minister Martin Lidegaard har i danske medier, efter ombudsmandens kritik, kritiseret at Danmark ikke har trukket rapporten tilbage, blandt andet fordi den bruges i Storbritanniens asylbehandling af eritreere, hvor dens konklusioner bruges af briterne til at nægte eritreere asyl.
| Citat                              | Det er en helt uholdbar situation. Det giver ingen mening, at vi ikke vil anvende rapporten i Danmark, fordi vi ikke finder den troværdig, men at briterne anvender den, fordi vi ikke har mandsmod til at trække den tilbage. Derfor opfordrer jeg kraftigt de relevante ministerier til at trække den tilbage. For hvis vi ikke vil anvende den, hvorfor skulle andre lande så gøre det. Danmark har et ansvar her. (...) Den eneste farbare vej er at få rapporter, der er strengt faktabaserede. Rapporter, der hverken underdriver eller overdriver den risiko, der er i det pågældende land. Hvis vi som politikere begynder at skubbe embedsmænd i bestemte retninger - eller embedsmænd skubber sig selv i bestemte retninger - af politiske årsager, så er vi ude på et skråplan uanset hvad. | Citat |
| Martin Lidegaard, Radikale Venstre | |       |

Danske Folkepartis udlændingeordfører Martin Henriksen foreslog den 25. september 2015, i forbindelse med en stigning i antallet af asylansøgere fra Eritrea, at udlændingeministeren Inger Støjberg skulle gøre som hun lovede under folketingsvalget 2015 og sætte antallet af asylansøgninger fra Eritrea ned.
| Citat                                                   | Vi ser et problem i stigningen fra Eritrea, som er for høj efter vores opfattelse. Og det er helt fjollet, at vi har en rapport liggende, som siger, at man godt kan sende folk tilbage til Eritrea, (...) For min skyld kan man bruge rapporten, som den er. Vi kan ikke bruge det med, at der er en professor i England, der først godkendte sine citater og bagefter ikke gad, fordi han fik kolde fødder. Det må han selv rode med. Det er simpelthen ikke gangbart. Det er så useriøst, at det kan vi ikke bruge tid på. Jeg er helt tryg ved, at man benytter sig af den rapport. Den virkede fin og professionelt lavet | Citat |
| Martin Henriksen, Danske Folkeparti, 29. september 2015 | |       |

## Følger
I august 2015 skrev avisen The Guardian med henvisning til tal fra det britiske indenrigsministerium, at andelen af eritreanere, der fik asyl i Storbritannien faldt markant fra første til andet kvartal af 2015: Hvor det i første kvartal var 73 % af asylansøgerne fra Eritrea, der fik lov til at blive i Storbritannien, var det tal i andet kvartal faldet til 34 %. Ifølge avisen kunne udviklingen hænge sammen med, at indenrigsministeriet i marts justerede sine retningslinjer for asyl til flygtninge fra Eritrea. Det skete angiveligt blandt andet med henvisning til den omstridte danske rapport fra Udlændingestyrelsen. I så fald har man underkendt den kritik, der var fremkommet fra Gaim Kibreab og Sheila Keetharuth i forbindelse med rapportens offentliggørelse.
Enkelte eritreanske asylansøgere har under sagsbehandlingen af deres asylansøgning været indblandet i kriminalitet i Danmark og andre nordiske lande.[kilde mangler]
Efter Eritrea-sagen havde 1623 eritreanere søgt om asyl fra januar til november 2015, til sammenligning var tallet i 2014 for samme periode 2285 asylansøgninger, antallet af asylansøgere er dog trods et fald stadigt kun overgået i antal af personer fra Syrien.